# Justus Ferdinand Poggenburg (Billardspieler, 1865)
Justus Ferdinand Poggenburg (genannt: der II.) (* 10. Dezember 1865 in New York City, USA; † 31. Dezember 1916 oder 1. Januar 1917 ebenda)  war ein US-amerikanischer Karambolagespieler und Weltmeister.

## Biografie
Poggenburg (der II.) wurde als Sohn des deutschstämmigen Botanikers Justus Ferdinand Poggenburg I aus Holtum (heute eingemeindet in Wegberg, Kreis Heinsberg, Nordrhein-Westfalen) und seiner ebenfalls deutschstämmigen Mutter Mary Catherine Franckhauser (* ca. 1841 in Maryland; † 1905) in New York City geboren. Sein Sohn Justus Ferdinand Poggenburg III (1895–1966) war ebenfalls ein erfolgreicher Billardspieler und nationaler Meister.
Aufgrund seiner nationalen und internationalen Erfolge wurde er „The Father of Amateur Billiards“ genannt. Bei seiner ersten WM-Teilnahme bei der Cadre-45/2-Weltmeisterschaft im April/Mai 1908 in New York gewann noch sein Landsmann Calvin Demarest vor dem Franzosen Lucien Rérolle als einzigem europäischen Teilnehmer, er selbst wurde Letzter von fünf Teilnehmern. 1911, wieder in New York stattfindend erspielte sich Poggenburg die Silbermedaille hinter dem Sieger Charles Frederick Conklin. Der einzige europäische Teilnehmer Albert Poensgen aus Deutschland landete punktgleich mit dem US-Amerikaner auf den Plätzen drei und vier. Im Februar 1912 gewann Poggenburg die FSFAB Cadre-45/2-Weltmeisterschaft vor heimischem Publikum vor seinem Landsmann Conklin. Im darauffolgenden März/April beim Turnier in Paris war er der spielerischen Übermacht der Europäer nicht gewachsen und wurde nur Achter.

## Ehrungen
- Die National Association of Amateur Billiard Players in den USA benannte ihm zu Ehren kurz nach seinem Tod 1917 den Poggenburg Memorial Trophy nach ihm.[12]

## Erfolge
- FSFAB Weltmeisterschaften im Cadre 35/2 und 45/2:  1912  1911

Quellen: 